# Ерленбах-ам-Майн
Ерленбах-ам-Майн (нім. Erlenbach am Main) — місто в Німеччині, розташоване в землі Баварія. Підпорядковується адміністративному округу Нижня Франконія. Входить до складу району Мільтенберг.
Площа — 16,33 км2. Населення становить 10 235 ос. (станом на 31 грудня 2020).